# فرد ميلر (لاعب كرة قدم أمريكية أمريكي)
فرد ميلر (بالإنجليزية: Fred Miller)‏ هو لاعب كرة قدم أمريكية أمريكي، ولد في 10 أغسطس 1931 في سان فرانسيسكو في الولايات المتحدة، وتوفي في 22 أكتوبر 2017.

## وصلات خارجية
- فرد ميلر (لاعب كرة قدم أمريكية أمريكي) على موقع مرجع كرة القدم المحترفة.كوم (الإنجليزية)